# Зимин, Василий Васильевич (артиллерист)
Василий Васильевич Зимин (1924, Белорецк, Башкирская АССР — 3 ноября 1943 в районе Турецкого вала) — советский артиллерист, гвардии лейтенант. Участник Великой Отечественной войны. Кавалер ордена Красной Звезды (1943, посмертно).

## Биография
Родился в 1924 году в городе Белорецк Башкирской АССР. По национальности — русский. В возрасте шести лет начал учиться в школе, по окончании которой поступил в педагогическое училище. Проживал в Белорецке в доме № 31 на 2-й Мраткинской улице с матерью — Прасковьей Егоровной Зиминой.
2 февраля 1942 года, будучи студентом четвёртого курса, был призван в армию Белорецким районным военным комиссариатом и направлен на учёбу в высшее артиллерийское училище, располагавшееся на тот момент в здании Белорецкого металлургического техникума. После годичного обучения был выпущен в звании лейтенанта и отправлен на фронт.
Был командиром взвода 168-го гвардейского лёгкого артиллерийского полка 2-й гвардейской артиллерийской дивизии, воевавшей в составе Южного фронта, имел звание гвардии лейтенанта, состоял в ВЛКСМ. Участвовал в разведывательном рейде в глубокий тыл врага в низовьях Днепра. Находясь среди боевых порядков подразделений кавалерии, управлял действиями артиллерийской батареи. 27 октября 1943 года в районе реки Манчикур во время отражения контратаки пехоты и танков, находясь на наблюдательном пункте, корректировал огонь батареи, которым были уничтожены до сорока солдат, а также подавлены миномётная и артиллерийская батареи противника. По израсходовании снарядов продолжил отражение контратаки противника, организовав оборону силами своего взвода с применением ручного оружия (автоматов).
В последующие дни занимался корректировкой артиллерийского обстрела вражеской пехоты во время движения к Турецкому валу. 3 ноября 1943 года был убит во время очередной разведки местности в ходе боёв за Турецкий вал. Был похоронен на воинской части кладбища в селе Григорьевка Чаплинского района Николаевской области Украинской ССР (ныне — в Херсонской области).
5 ноября 1943 года был представлен к посмертному награждению орденом Отечественной войны II степени, но 19 декабря 1943 года был посмертно награждён орденом Красной звезды.

## Память
С 2020 года наградной лист и фотография Василия Зимина представлены в экспозиции музея школы № 1 города Белорецк.